# Michael Braun (Literaturkritiker)

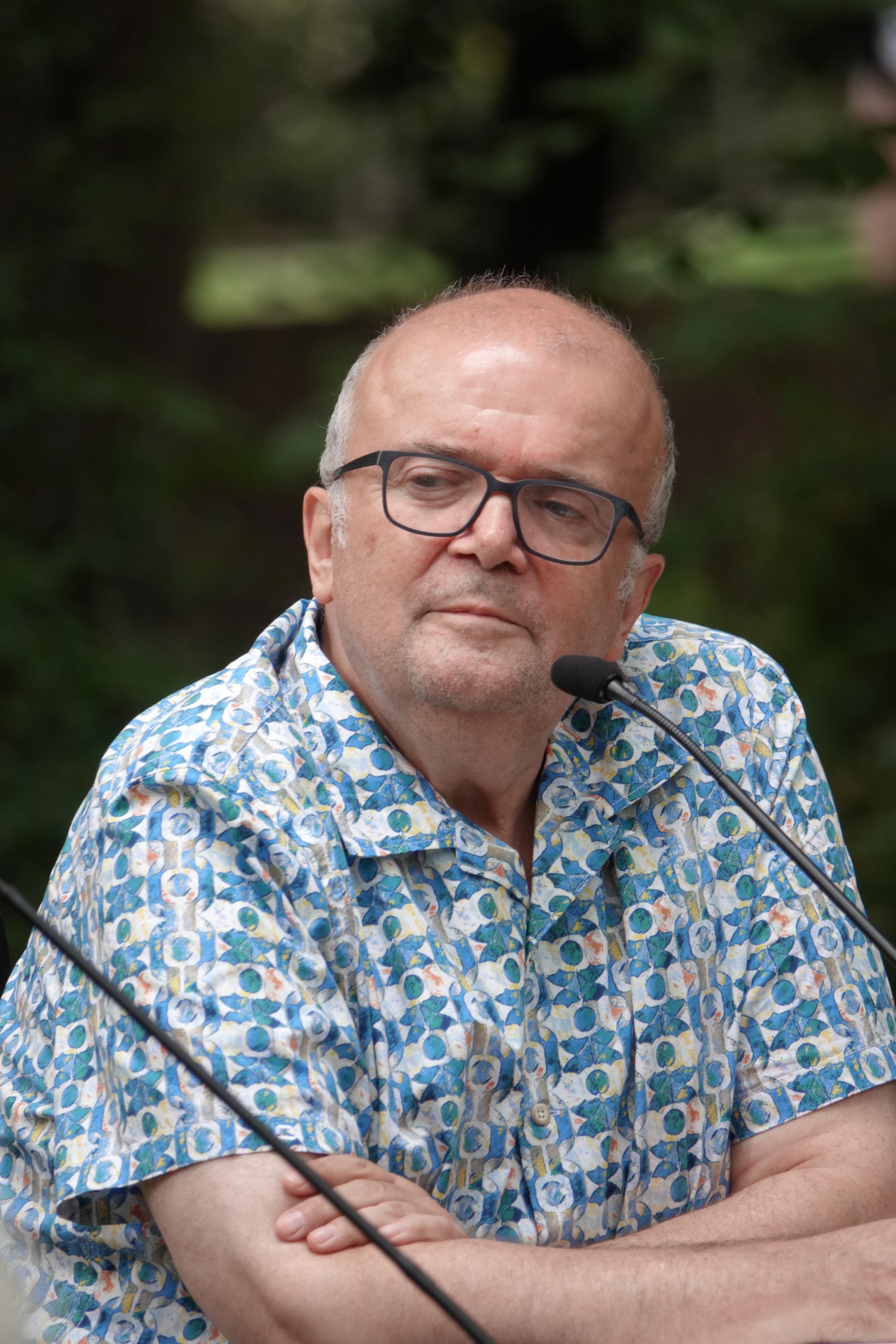
Michael Braun beim Erlanger Poetenfest 2022

Michael Braun (* 28. Februar 1958 in Hauenstein; † 23. Dezember 2022 in Heidelberg) war ein deutscher Literaturkritiker und unter anderem Herausgeber des Deutschlandfunk Lyrikkalenders. Er lebte in Heidelberg.

## Werdegang und Werk
Braun studierte Germanistik und Philosophie. Er arbeitete beim Rundfunk, war ab 1994 als Moderator beim Erlanger Poetenfest tätig und gab zahlreiche Anthologien zeitgenössischer Lyrik heraus. Mit seinem umfangreichen kritischen Werk in nahezu allen öffentlichen Medien im deutschsprachigen Raum (wie z. B. der Neuen Zürcher Zeitung oder dem Tagesspiegel) galt Michael Braun als einer der besten Kenner der deutschsprachigen Dichtung. Seine mehr als vierzig Jahre kontinuierlich betriebene Literaturkritik war sowohl durch detailreiche Beiträge zu Einzelautorinnen und -autoren als auch durch eine kritische Begleitung der literarischen Institutionen, Festivals und grundlegenden globalen Wandlungen der Literaturszene gekennzeichnet. In zahlreichen Interviews eröffnete er innovative Zugänge zu zeitgenössischer Lyrik sowie den Wechselwirkungen zu anderen Künsten, wie etwa der Malerei.
Braun starb am 23. Dezember 2022 im Alter von 64 Jahren in Heidelberg an einer Embolie.

## Veröffentlichungen (Auswahl)
- Der poetische Augenblick. Essays zur Gegenwartsliteratur. Vis-à-Vis, Berlin 1986, ISBN 3-924040-07-9
- Der zertrümmerte Orpheus. Über Dichtung. Das Wunderhorn, Heidelberg 2002, ISBN 3-88423-197-9
- Hugo Ball. Der magische Bischof der Avantgarde. Das Wunderhorn, Heidelberg 2011, ISBN 978-3-88423-364-1
- Die zweite Schöpfung. Poesie und bildende Kunst. Michael Braun im Gespräch mit Klaus Merz, Nico Bleutge, Gerhard Falkner, Marcus Roloff, Silke Scheuermann. Das Wunderhorn, Heidelberg 2016, ISBN 978-3-88423-522-5

Als Herausgeber:
- mit Hans Thill: Punktzeit. Deutschsprachige Lyrik der 80er Jahre. Das Wunderhorn, Heidelberg 1987, ISBN 3-88423-049-2
- mit Hans Thill: Das verlorene Alphabet. Deutschsprachige Lyrik der neunziger Jahre. Das Wunderhorn, Heidelberg 1998, ISBN 3-88423-139-1
- mit Hans Thill: Lied aus reinem Nichts. Deutschsprachige Lyrik des 21. Jahrhunderts. Das Wunderhorn, Heidelberg 2010, ISBN 978-3-88423-326-9
- mit Michael Buselmeier: Der gelbe Akrobat. 100 deutsche Gedichte der Gegenwart, kommentiert. poetenladen Verlag, Leipzig 2011, ISBN 978-3-940691-29-3
- Jean Krier: Eingriff sternklar. Gedichte aus dem Nachlass. poetenladen Verlag, Leipzig 2014, ISBN 978-3-940691-61-3
- mit Michael Buselmeier: Der gelbe Akrobat 2. 50 deutsche Gedichte der Gegenwart, kommentiert. poetenladen Verlag, Leipzig 2016, ISBN 978-3-940691-73-6
- mit Hans Thill: Aus Mangel an Beweisen. Deutsche Lyrik 2008–2018. Das Wunderhorn, Heidelberg 2018, ISBN 978-3-88423-601-7
- mit Michael Buselmeier: Der gelbe Akrobat 3. 60 deutsche Gedichte der Gegenwart, kommentiert. poetenladen Verlag, Leipzig 2019, ISBN 978-3-940691-99-6
- „Was ich weiß, geht mich nichts an“. Zu Günter Eich. Essays. poetenladen Verlag, Leipzig 2022, ISBN 978-3-948305-15-4

## Auszeichnungen (Auswahl)
- 2018: Alfred-Kerr-Preis für Literaturkritik[3]